# 朝鮮総督府農林局
朝鮮総督府農林局（ちょうせんそうとくふのうりんきょく）は、朝鮮総督府に置かれた内部部局。
本項では、1943年（昭和18年）に農林局などを再編して新設された農商局にも触れる。

## 沿革
1910年（明治43年）10月1日、韓国併合にともない朝鮮総督府が設置されると、農商工部に属する局として、商工局・殖産局が置かれた。1912年（明治45年）4月1日、農商工部の2局は改編され、農林局と殖産局になった。1915年（大正4年）4月には機構簡素化の目的で農林局は殖産局とともに廃止され、各課の事務を農商工部長が直接指揮することとなった。
1919年（大正8年）10月1日の官制改正により、農商工部は廃止され、総督直属の局として農林局が置かれた。
1943年（昭和18年）12月1日に農林局は殖産局・専売局などとともに廃止され、農商局・鉱工局が新設されている。朝鮮総督府農商局は、終戦時に存在した朝鮮総督府内部部局（総督官房・財務局・鉱工局・農商局・法務局・学務局・警務局）のひとつである。

## 機構
1941年（昭和16年）9月1日現在。
- 農林局
  - 農政課
  - 畜産課
  - 農産課
  - 糧政課
  - 食糧調査課
  - 土地改良課
  - 林政課
  - 林業課
  - 農業土木技術員養成所

関連する総督府所属官署として、営林署、農事試験場、林業試験場、穀物検査所、種馬牧場、種羊場、種牡羊育成所、獣疫血清製造所などがあった。

## 歴代局長

### 農林局長
| 氏名                           | 在任期間                                                | 備考                           |
| （朝鮮総督府農商工部）農林局長 | （朝鮮総督府農商工部）農林局長                          | （朝鮮総督府農商工部）農林局長 |
| ------------------------------ | ------------------------------------------------------- | ------------------------------ |
| 菊池武一                       | 1912年（明治45年）4月1日 - 1913年（大正2年）3月3日      | 死去                           |
| （欠員）                       | 1913年（大正2年）3月3日 - 1915年（大正4年）3月31日      |                                |
| （農林局廃止）                 |                                                         |                                |
| （朝鮮総督府）農林局長         |                                                         |                                |
| 渡辺忍                         | 1932年（昭和7年）7月27日 - 1935年（昭和10年）2月20日    |                                |
| 矢島杉造                       | 1935年（昭和10年）2月20日 - 1937年（昭和12年）7月3日    |                                |
| 湯村辰二郎                     | 1937年（昭和12年）7月3日 - 1941年（昭和16年）11月19日   |                                |
| 山沢和三郎                     | 1941年（昭和16年）11月19日 - 1942年（昭和17年）10月23日 |                                |
| 塩田正洪                       | 1942年（昭和17年）10月23日 - 1943年（昭和18年）12月1日  |                                |

### 農商局長
| 氏名       | 在任期間                                              | 備考                 |
| ---------- | ----------------------------------------------------- | -------------------- |
| 塩田正洪   | 1943年（昭和18年）12月1日 - 1944年（昭和19年）8月17日 |                      |
| 白石光治郎 | 1944年（昭和19年）8月17日 -                           | 日本統治下最後の局長 |